# Sonata per a piano núm. 1 (Xostakóvitx)
La Sonata per a piano núm. 1, op. 12, de Dmitri Xostakóvitx va ser composta a Leningrad el 20 d'octubre de 1926. Originalment titulada Octubre o Sonata d'octubre, es va estrenar el 29 de desembre de 1926.
Amb una durada d'uns 14 minuts, consta d'un únic moviment: Allegro – Lento – Allegro – Moderato – Allegro.

## Origen i context
La Primera Sonata per a piano, escrita amb vint anys, bull de protesta i revolta. Xostakóvitx s'enfronta als vincles que l'uneixen amb Skriabin i Prokófiev. Però la música de Xostakóvitx no està limitada ni pel misticisme ni per la sistematologia harmònica. Si bé Prokófiev mostra sovint una inclinació per la gràcia clàssica, Xostakóvitx és despietadament terrenal i contemporani. La Sonata és una música d'una gran intensitat: un únic moviment seccionat construït a partir d'uns quants fragments de material temàtic. És descarat, ple d'un vigor desenfrenat. La secció lenta persistent és una música increïblement bella, marcada per la tragèdia. La sonata va ser considerada en el seu dia com irreproduïble i inescoltable.